# Rubus alter
Rubus alter är en rosväxtart som beskrevs av Liberty Hyde Bailey. Rubus alter ingår i släktet rubusar, och familjen rosväxter. Inga underarter finns listade i Catalogue of Life.